# Lonchophylla fornicata
Lonchophylla fornicata är en relativt nybeskriven däggdjursart. Det var 2007 som arten beskrevs av den amerikanske zoologen Neal Woodman. L. fornicata ingår i släktet Lonchophylla, och fladdermusfamiljen bladnäsor.
Lonchophylla fornicata är en sydamerikansk art som hittats i Rio Zabaletas, i Colombia. Den förekommer på en höjd av 500 – 1200 meter över havet.